# نجم (نبات)
النجم أو كويكب أو نجمية أسطر (الاسم العلمي: Aster) هي جنس من النباتات يتبع الفصيلة النجمية من رتبة النجميات.